# Моала (остров)
Моала (фидж. Moala) — остров в Фиджи. Административно входит в состав провинции Лау.

## География
Моала расположен в южной части Фиджи, в одноимённой островной группе, являющейся частью архипелага Лау, в южной части Тихого океана. Находится примерно в 160 км от столицы Фиджи, города Сува. Омывается водами моря Коро. Ближайший материк, Австралия, находится в 2800 км.
Моала имеет вулканическое происхождение. Площадь острова составляет 62,5 км², а высшая точка достигает 468 м (на ней расположены два кратерных озера).
Моала покрыт густым тропическим лесом. Из растительности преобладают кокосовые пальмы. Климат на острове влажный тропический. Подвержен негативному воздействию циклонов.

## История
Европейским первооткрывателем острова является британский путешественник Уильям Блай, открывший его в 1792 году. В середине XVIII века Моала попал под контроль вождей с острова Мбау, расположенного недалеко от побережья Вити-Леву, а в 1853 году был завоёван тонганцами. В 1874 году остров, как и другие острова Лау, стали частью британской колонии Фиджи.

## Население
Численность населения острова составляет около 3000 человек, которые проживают в 9 деревнях. Главное поселение — Нарои.

## Экономика
Основное занятие местных жителей — сельское хозяйство (производство копры, какао), рыболовство.